# Pictures of You
Pictures of You (z pol. Twoje obrazy) − to pierwszy singel amerykańskiej grupy muzycznej The Last Goodnight. Wydany został 12 czerwca 2007, przez wytwórnię Virgin. Producentem piosenki był Jeff Blue. Singel odniósł duży komercyjny sukces (otrzymał dwie platyny). Dzięki popularności piosenki, zespół zaistniał na rynku muzycznym. Utwór wykorzystano w reklamie sieci Era, potem w serialu Brothers & Sisters. Piosenka znalazła się również w komedii romantycznej "Ghosts of Girlfriends Past".

## Lista utworów
1. "Pictures of You"
2. "Get Closer"